# Медведь, Вячеслав Григорьевич
Вячесла́в Григо́рьевич Медве́дь (Медве́дев) (род. 1951) — советский и украинский прозаик, эссеист.

## Биография
Родился 22 февраля 1951 года (запись сделана 23-го) в селе Кодня (ныне Житомирский район, Житомирская область, Украина), крещён в православной церкви, напротив которой жила семья. Был третьим ребенком в семье своих родителей — Медведя Григория Кирилловича и Миколайчук Ирины Гавриловны.
После окончания школы с серебряной медалью, он, приехав в Киев, сдаёт вступительные экзамены на филологический факультет КГУ имени Т. Г. Шевченко.
Но набранных баллов хватило на другое заведение — библиотечный факультет Киевского государственного института культуры имени А. Е. Корнейчука (ныне — Киевский национальный университет культуры и искусств), отделение массовых и научных библиотек. Получив специальность библиотекаря-библиографа высшей квалификации, он едет по направлению в Ужгород и с 1972 года работает методистом в Закарпатской областной библиотеке для детей. Затем служба в вооружённых силах. Из армии вернулся в Ужгород, но ненадолго.
В 1975 году уезжает в Киев. Работал в различных библиотеках города. В 1981 году был редактором редакции «Романов и повестей» издательства «Днепр». Длительное время работал старшим научным сотрудником Украинского центра культурных исследований Министерства культуры и туризма Украины, секретарем совета Национальной Союза писателей Украины.

## Награды и премии
- Премия имени Е. Бачинского «В зеркале слова» (1996) — за роман «Кровь на соломе»
- Литературная премия «Украинский стиль» ассоциации «Новая литература» (2001)
- Национальная премия Украины имени Тараса Шевченко (2003) — за роман «Кровь по соломе»
- Почётная грамота Кабинета Министров Украины
- Почётный член Ассоциации «Новая литература», член литературной группы «Псы Святого Юра»